# 메리엄주머니생쥐
메리엄주머니생쥐(Perognathus merriami)는 주머니생쥐과에 속하는 설치류의 일종이다. 멕시코 북동부와 미국 뉴멕시코주, 오클라호마주, 텍사스주에서 발견된다. 자연 서식지는 단경초원(Shortgrass prairie)과 관목이 자라는 사막 지대, 건조 관목 지대이다. 학명과 일반명은 작은주머니생쥐속의 여러 종을 처음 기술했고, 생물상이 유사한 생태 지역을 특성화하는 수단으로써 "생활대"의 원리를 처음 밝힌 생물학자 메리엄(Clinton Hart Merriam)의 이름에서 유래했다.

## 특징
메리엄주머니생쥐는 부드럽고 윤기가 흐르는 털을 가진 작은 종이다. 꼬리 길이 평균 65mm를 포함하여 성체의 전체 몸길이가 평균 115mm지만, 분포 지역에 따라 모양과 크기가 다양하다. 일반적으로 털 끝이 검고 길이가 긴 조모에 의해 몸은 어두운 광택이 흐르는 누르스름한 색을 띤다. 하체와 다리, 발은 희거나 크림색이고, 하체의 꼬리는 연한 색을 띤다. 얼굴 옆면은 어두운 줄무늬가 있으며, 눈 주위는 연한 색의 고리가 있다. 귀 안쪽 가장자리에 흰 반점이 있고, 귀 아래에 흰 얼룩 무늬와 귀 뒷쪽에 작은 담황색 반점 무늬가 있다.

## 습성
메리엄주머니생쥐는 주로 야행성이며, 낮 동안에는 여러 입구를 가진 얕은 굴 속에 시간을 보낸다. 앞발로 땅을 파서 굴을 뚫고, 뒷발로 흙을 뒤로 밀어내며 땅 위로 흙을 펼쳐 놓는다. 일부는 배설물 알갱이를 쌓고, 또 일부는 씨앗을 저장하기 위해 짧은 쪽 굴을 사용한다. 세력권 안에 여러 개의 굴을 가지고 있으며, 때로는 바위나 떨어진 메스키트 나무 아래에 몸을 숨기기도 한다. 굴에 들어가는 입구는 보통 풀 덤불이나 기타 식물의 아래, 땅을 안정적으로 만들어주는 뿌리에 있으며 메리엄주머니생쥐가 안쪽에 있을 때 흙으로 느슨하게 막혀 있다. 굴 하나는 둥지로 쓰는 방이다. 이곳 굴 가장자리 둘레에 먹이를 저장하고, 한 쪽에 풀과 작은 나뭇가지, 껍질로 된 둥지가 있다. 텍사스에서 3월과 11월 사이에 번식을 한다. 보통 일년에 3~6마리의 새끼를 한 번 또는 그 이상 낳는다.
온도 10 °C 아래에서 메리엄주머니생쥐는 휴면 상태에 들어가고 텍사스 일부 지역에서는 겨울에 움직이지 않거나 겨울잠을 잘 수 있다. 추운 밤에 생포된 메리엄주머니생쥐는 아침에 죽은 것으로 보일 수 있지만 따뜻해지면 곧 회복된다. 먹이는 주로 씨앗을 이루어져 있으며, 뺨 주머니에 넣어 굴 속으로 옮겨서 먹고 바닥에 껍질을 남긴다. 남는 먹이는 굴 속 저장소에 보관한다. 일부는 채소와 곤충을 먹는 것으로 추정된다.